# 菅野卓雄
菅野 卓雄（すがの たくお、1931年8月25日 - ）は、日本の工学者（電子工学）。勲等は瑞宝重光章。学位は工学博士（東京大学・1959年）。東京大学名誉教授、東洋大学名誉教授、文化功労者。
東京大学工学部教授、東京大学工学部学部長、東洋大学工学部教授、東洋大学工学部学部長、東洋大学学長、学校法人東洋大学理事長などを歴任した。

## 概要
東京府出身の電子工学者である。固体エレクトロニクス分野、特に電界効果トランジスタに関する研究を行い、その後の大規模集積回路の微細化につながる基礎を確立した。東京大学工学部で助教授や教授を務めるとともに、学部長など要職を歴任した。東洋大学に転じ、工学部の教授や学部長を経て、学長に就任した。また、東洋大学の設置者である学校法人の理事長も務めた。

## 研究
シリコンMOS電界効果トランジスタの創成期である1960年代前半から、半導体層と酸化膜層との界面に関する基礎的研究を理論及び実験双方から行った。主な成果として、以下のようなものが挙げられる。
ナトリウムイオンのドリフトに起因する電界効果トランジスタの特性不安定化がリン原子の添加によって抑制される機構を明らかにした。また、界面準位の精密測定法の研究を通じ、界面準位の起源、およびその低減法を明らかにした。さらに、ゲートの極短チャネル化に伴う半導体特性の劣化機構の研究から、素子の微細化に関する基礎を確立した。加えて、電界効果トランジスタにおける電子伝導機構の研究を通じ、二次元系の量子効果に関する物理的基礎を確立するなど、学術面においても多大な貢献をした。

## 経歴
- 1931年 東京府にて生まれる
- 1950年 東京都立新宿高等学校卒業
- 1954年 東京大学工学部電気工学科卒業
- 1956年 工学修士(東京大学)
- 1959年 工学博士(東京大学)　「高周波トランジスタに関する研究-設計理論とパンチスルー効果を利用したトランジスタ製作法」
- 1960年 東京大学工学部助教授
- 1971年 東京大学工学部教授
- 1991年 東京大学工学部長、理化学研究所国際フロンティア研究システム、フロンティア・マテリアル研究 グループディレクター
- 1992年 東洋大学工学部教授、東京大学名誉教授
- 1993年 東洋大学工学部長
- 1994年 東洋大学学長
- 1998年 科学技術振興事業団（現科学技術振興機構）CREST研究「電子・光子等の機能制御」領域総括（ - 2005年）
- 2000年 東洋大学理事長（ - 2004年）
- 2007年 東洋大学名誉教授

## 受賞歴
- 1974年 松永賞
- 1992年 IEEEジャック・A・モートン賞
- 2001年 C&C賞
- 2016年 IEEEロバート・ノイス・メダル

## 栄典
- 1995年 紫綬褒章
- 2006年 瑞宝重光章[1]
- 2011年 文化功労者[2]